# 德拉甘·安德里奇
德拉甘·安德里奇（1962年6月6日—），克罗地亚男子水球运动员。他曾代表南斯拉夫国家队参加1984年和1988年夏季奥林匹克运动会水球比赛，获得二枚金牌。